# Harley-Davidson: Race to the Rally
Harley-Davidson: Race to the Rally es un videojuego de carreras de motocicletas desarrollado por Sand Grain Studios para PlayStation 2, por Fun Labs Romania para Windows y publicado por Activision.

## Jugabilidad
Harley-Davidson: Race to the Rally lleva a los jugadores de costa a costa a través de Estados Unidos explorando paseos clásicos centrados en Harley-Davidson y el estilo de vida motero como Big Sur, California;  Ruta 66, y los Badlands.  Cada una de las 20 motocicletas Harley-Davidson auténticas, incluidas Dyna, Softail, Touring y Sportster, son totalmente personalizables y actualizables con piezas y accesorios con licencia, por lo que hay miles de posibilidades para realizar saltos que desafían la gravedad y alta velocidad.  turbo aumenta en este juego.  Además, cuenta con una banda sonora que captura la actitud de Harley-Davidson con pistas de George Thorogood, Heart, Poison, Great White y más.